# ورنال (یوتا)
ورنال (به انگلیسی: Vernal) شهری در ایالت یوتا کشور ایالات متحده آمریکا است که جمعیت آن در سرشماری سال ۲۰۱۰ میلادی، ۹٬۰۸۹ نفر بوده‌است.